# Gian Francesco Gamurrini
Gian Francesco Gamurrini (Arezzo, 18 maggio 1835 – Arezzo, 17 marzo 1923) è stato uno storico, archeologo e numismatico italiano.

## Biografia
Archeologo e storico italiano dai molteplici interessi, discendente di una famiglia nobile aretina, fu Rettore della Fraternita dei Laici, antica confraternita di Arezzo.
Raccolse le iscrizioni etrusche e romane presenti nella zona di Arezzo, ed esplorò siti etruschi e romani in tutta l'Italia centrale, gettando le basi della sua carta archeologica dell'Italia centrale.
Nel 1867 il ministro Michele Coppino lo nominò direttore della nuova Galleria Reale di Firenze.
A lui si deve il ritrovamento nel 1884 ad Arezzo, in un manoscritto dell'XI secolo dell'abbazia di Montecassino, della Peregrinatio Aetheriae.

## Opere
- Le monete d'oro etrusche e principalmente di Populonia, Firenze, 1874.